# Кохари
Кохари (венг. Koháry, словац. Kohári) — венгерский дворянский род, владевший резиденциями в Чабраде, Ситно и Замке Святого Антония, на территории нынешней Словакии. Представители этого рода принадлежали к числу венгерских магнатов.

## Происхождение Кохари
Первым достоверным представителем рода является Дьёрдь Кохари-старший, служивший в 1470 г. при дворе короля Матвея (Матяша) Корвина. Отмечен на скрижалях истории живший в конце XVI века Имре Кохари, подкапитан (вице-комендант) города Крупина (Krupinya) и кастелян Чабрадского замка. Его сын Петер Кохари I (Koháry I. Péter) получил 15 февраля 1616 г. от императора и короля Матвея (Матяша) II титул барона. В 1629 году барону Петеру Кохари были пожалованы в наследственное владение замки Чабрад и Ситно... 

## Выдающиеся представители
В 1661 году жупаном Хонтянской жупы (Hontianska župa) стал барон Иштван Кохари I, сын Петера Кохари I. В 1664 году Иштван Кохари I ценою своей жизни отвоевал у турок город Левице. Впоследствии ещё многие и многие представители семьи Кохари хорошо проявили себя на военном поприще и стали занимать высокие государственные посты.
В 1685 году Иштван Кохари II продолжал занимать про-Габсбургскую позицию — и попал в плен к повстанцам князя Имре Тёкёли (Имре Текея). По освобождении из плена, Иштван получил графский титул, судейский пост и вскоре стал тайным советником императора и короля Карла VI. В самом конце XVII века Имре Кохари-младший приобрёл и капитально перестроил Замок Святого Антония в Словакии. Этому замку суждено было стать главной резиденцией рода Кохари.
В 1815 году тогдашний глава рода барон Ференц-Йожеф (Франц-Иосиф) Кохари (1760—1826) получил от австрийского императора Франца I княжеский титул. В браке с графиней Марией-Антонией Вальдштейн-Вартенберг, у него родилась одна-единственная дочь Антония (1797—1862), которая была объявлена наследницей рода. Поэтому муж Антонии, князь Фердинанд Саксен-Кобург-Готский, сменил фамилию на Саксен-Кобург-Готский-Кохари. Детьми Фердинанда и Марии были португальский король-консорт Фердинанд, а также князь Август — отец царя Болгарии Фердинанда I.
Усыпальница рода Кохари находится в Замке Святого Антония, в барочной часовне Св. Яна Непомуцкого (построена в 1755-1758 гг.).